# Żukokształtne

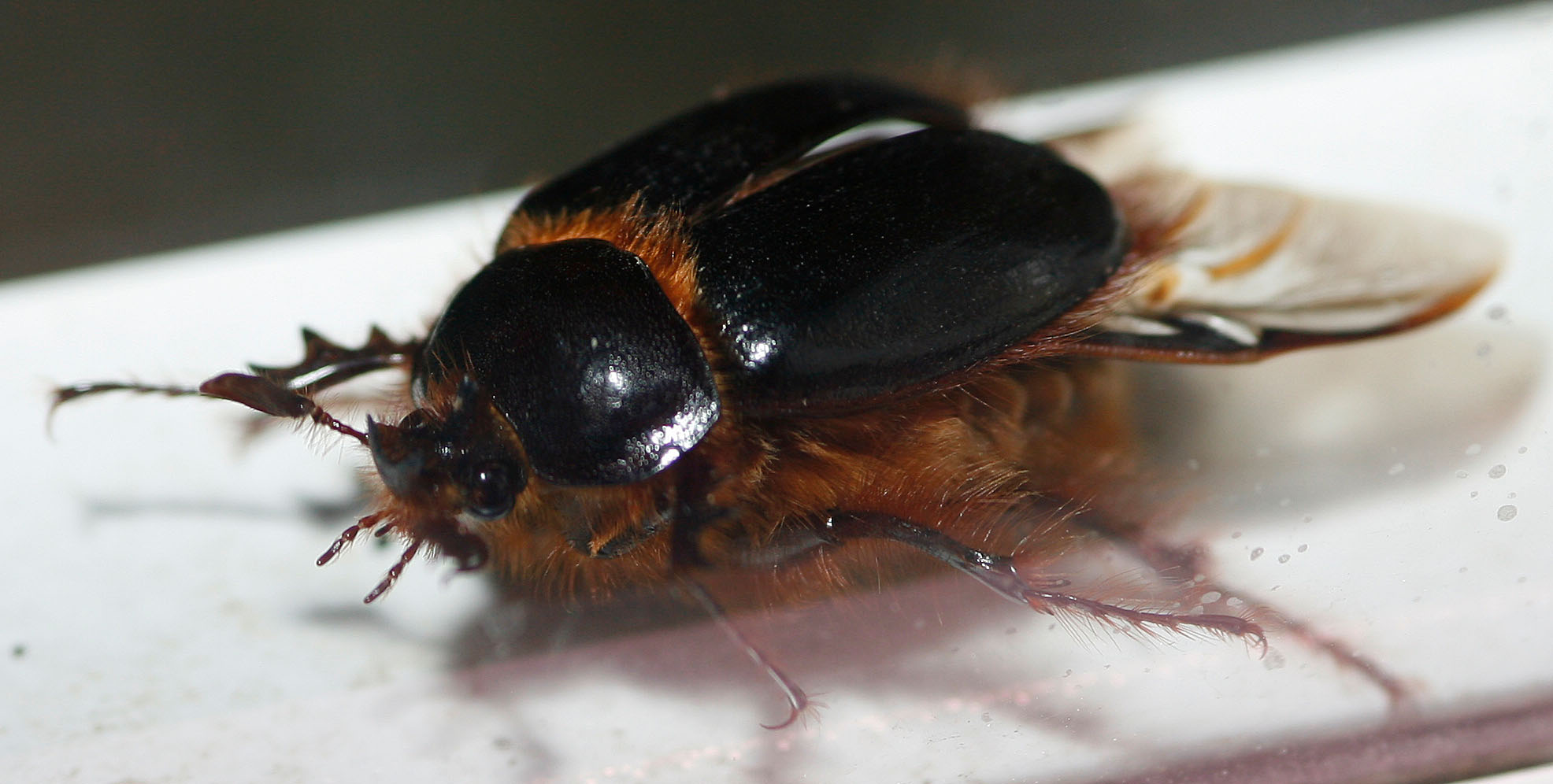
Pleocma sp. z rodziny Pleocmidae

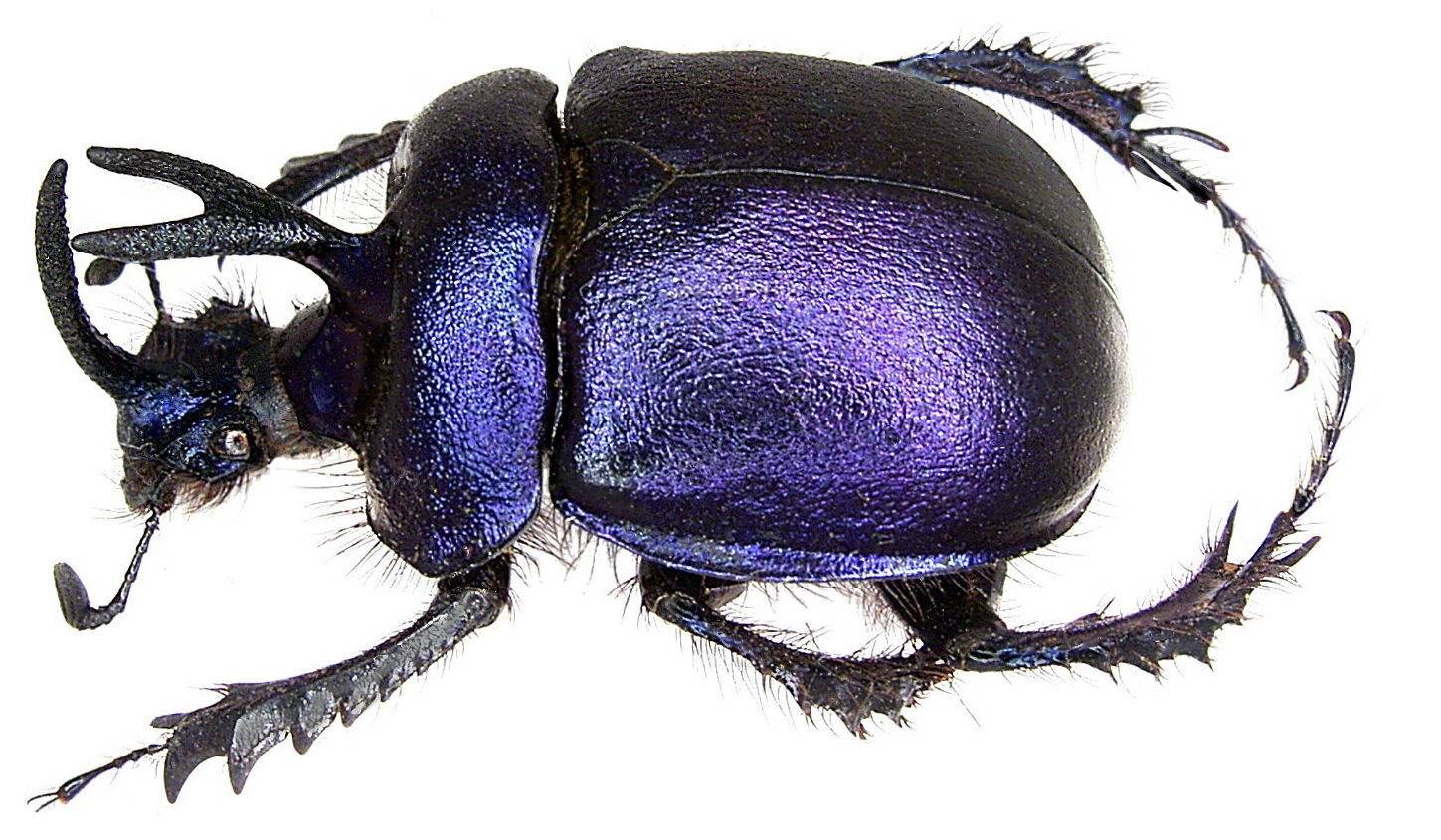
Enoplotrupes sharpi z rodziny gnojarzowatych

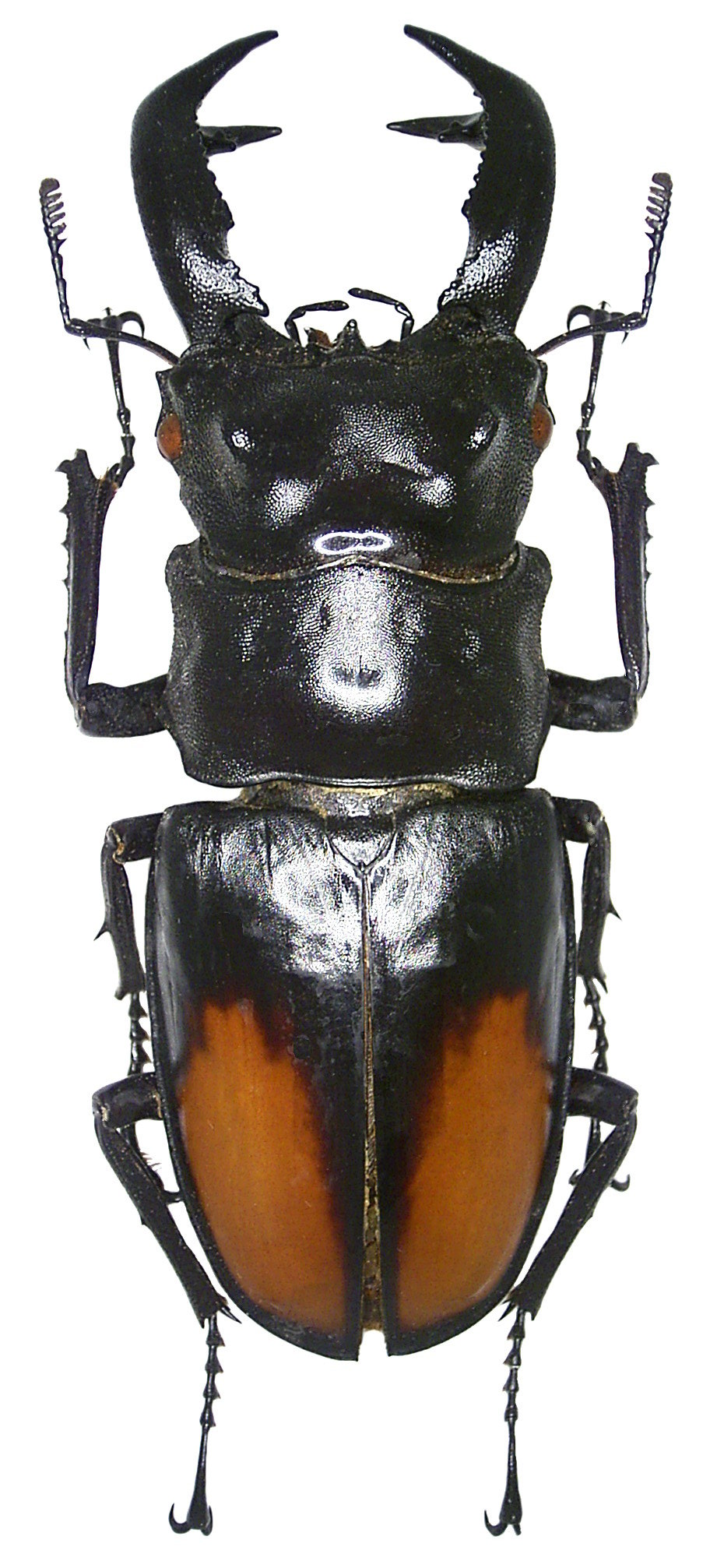
Hexarthrius parryi z rodziny jelonkowatych

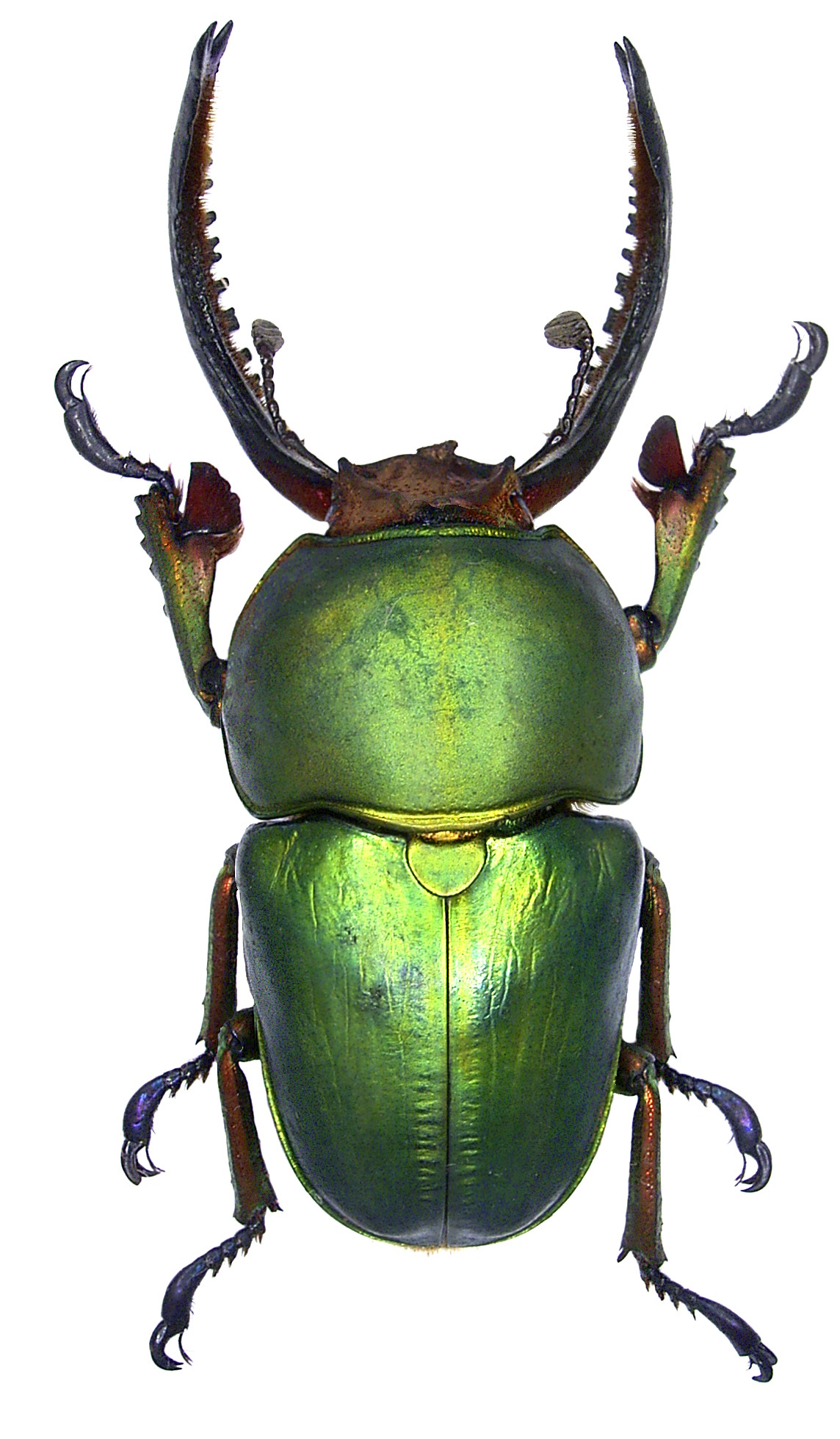
Lamprima adolphinae, jelonek z podrodziny Lampriminae

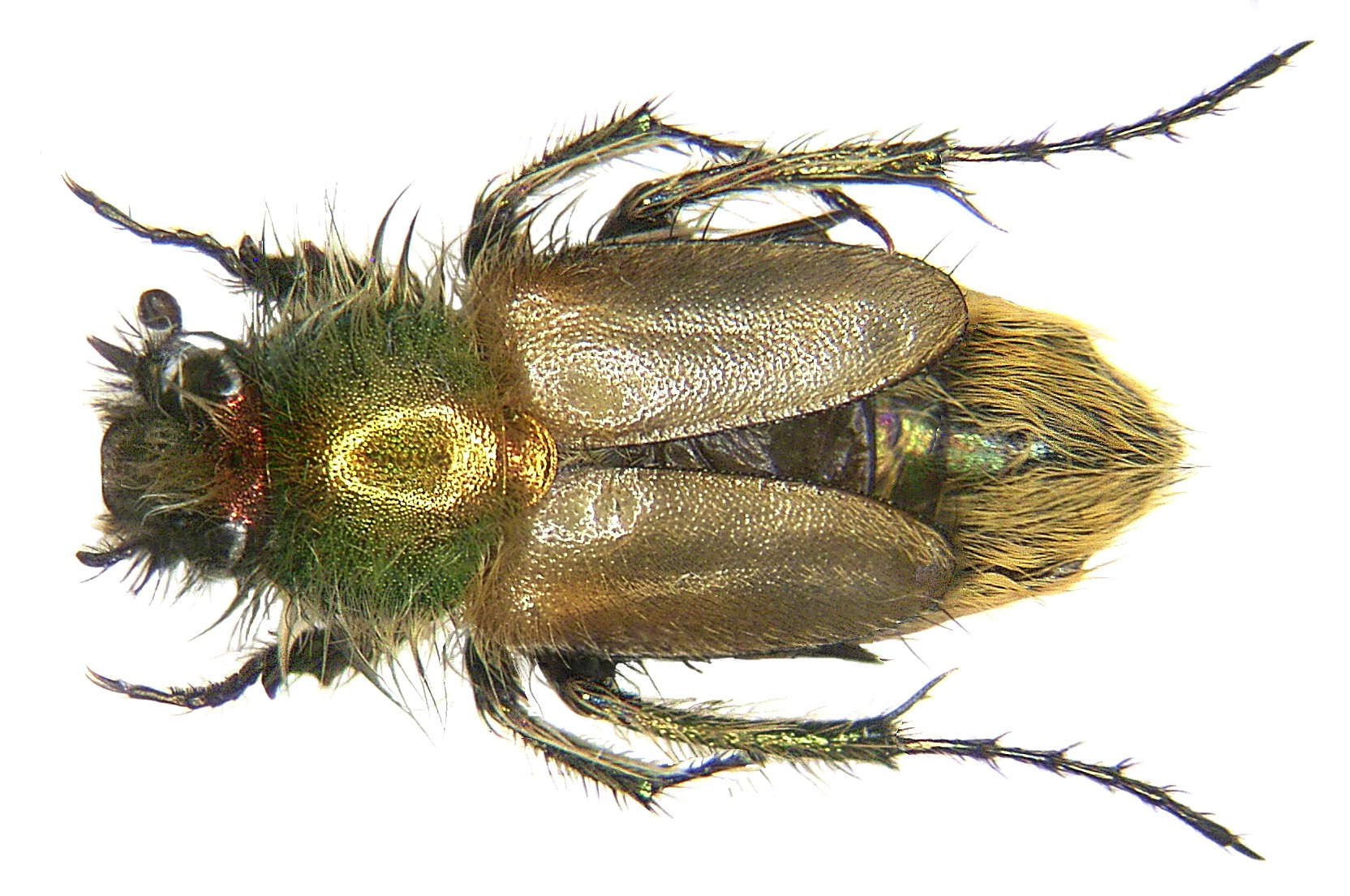
Eulasia diadema z rodziny Glaphyridae

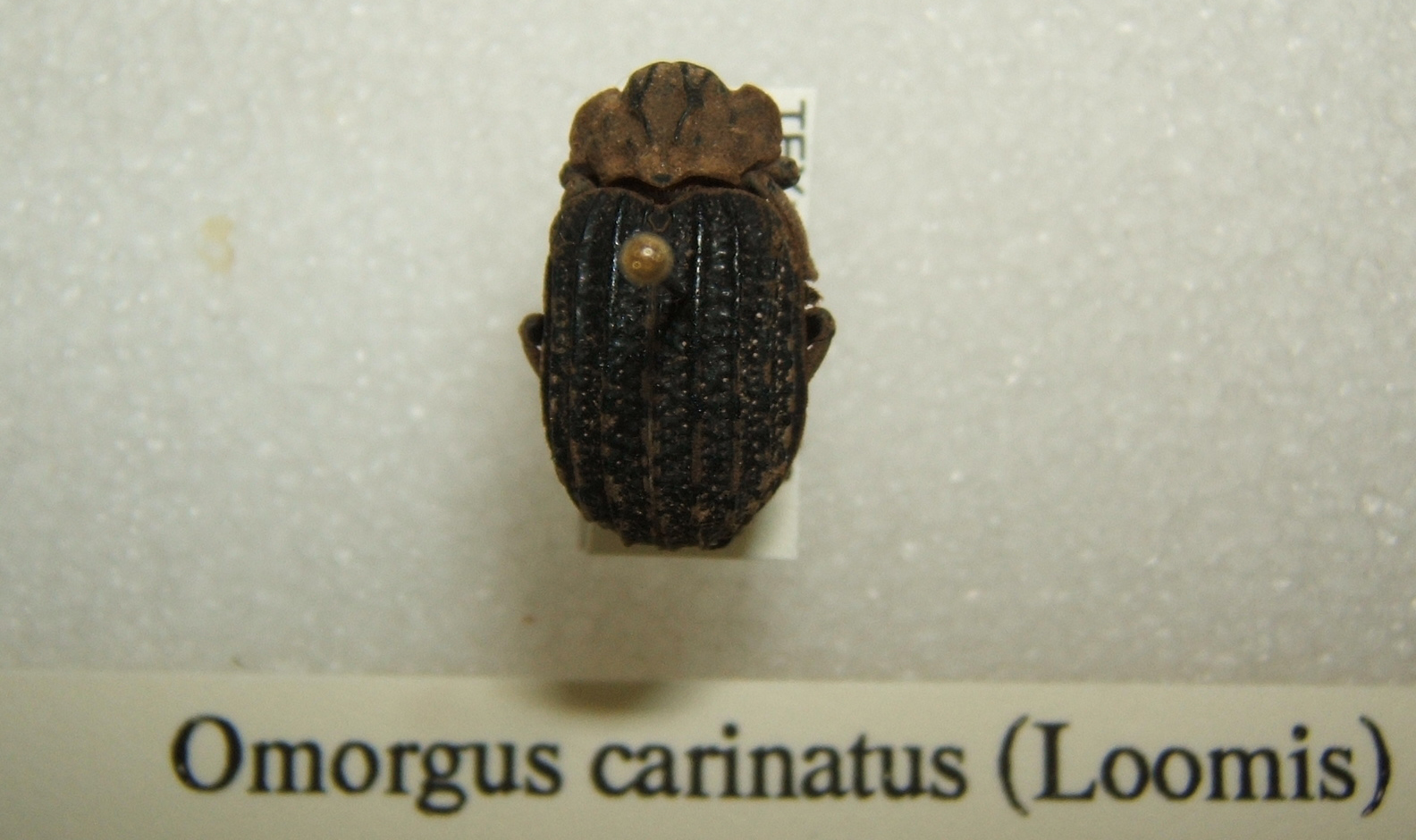
Omorgus carinatus z rodziny modzelatkowatych

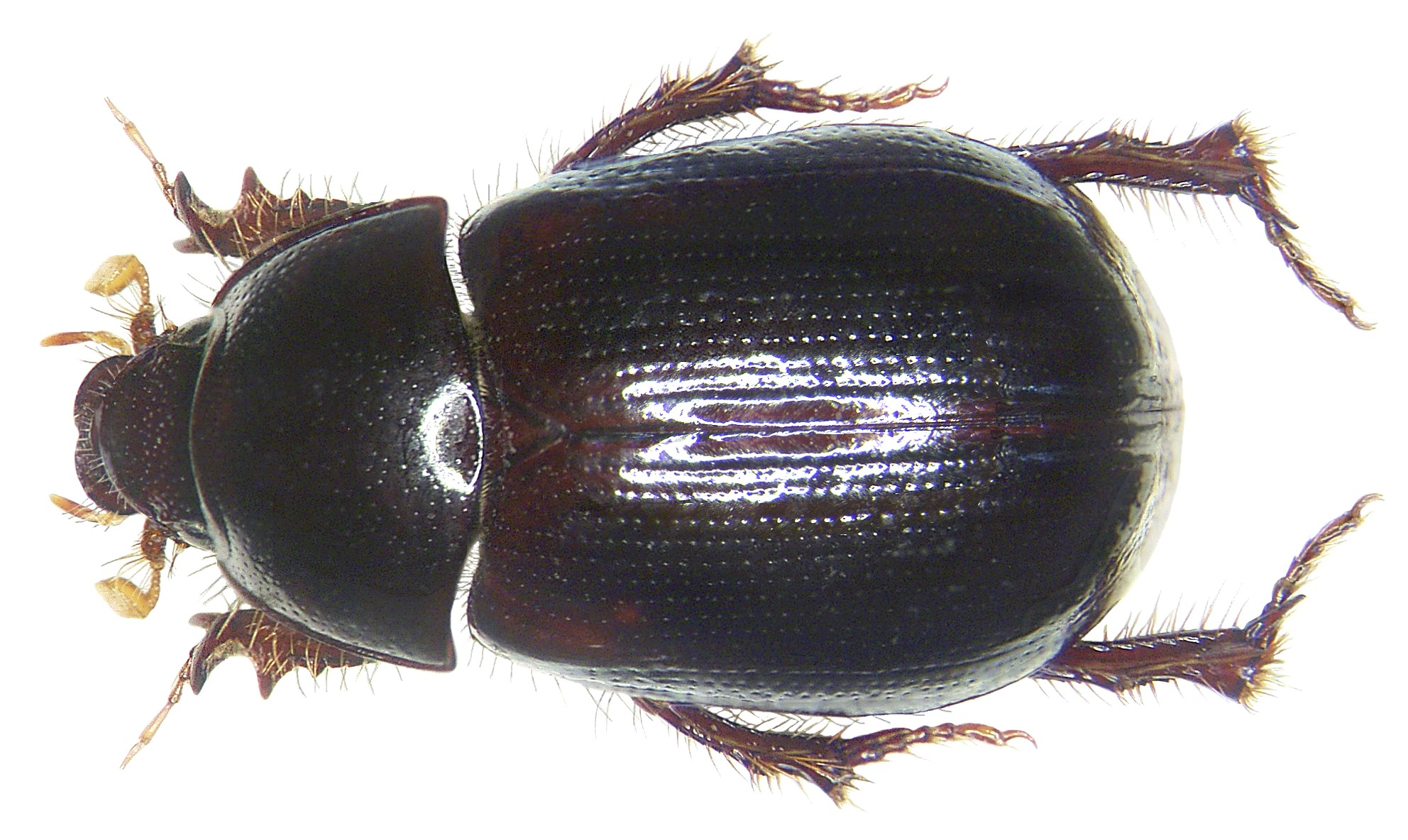
Hybosorus arator z rodziny Hybosoridae

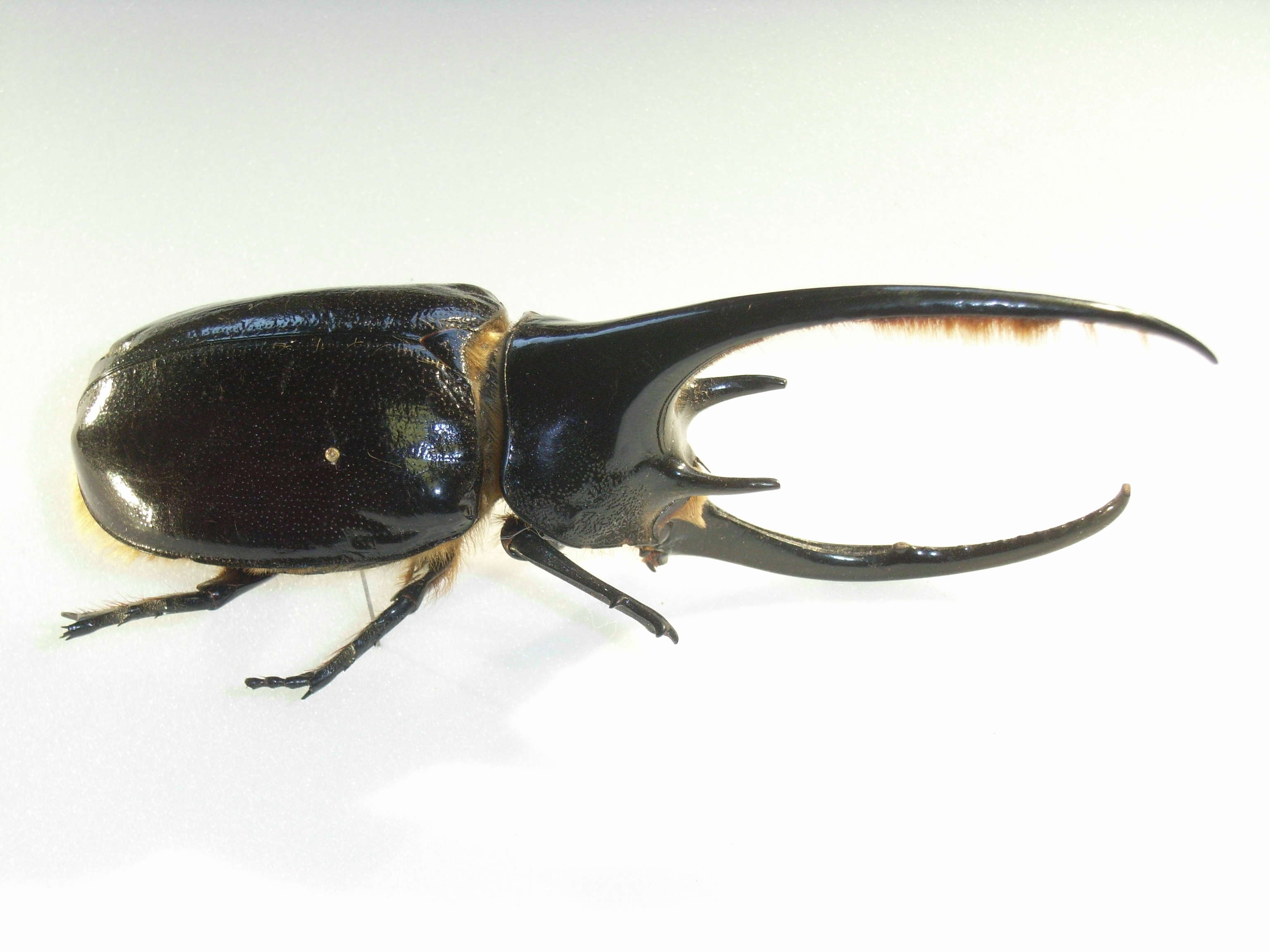
Dynastes neptunus z podrodziny rohatyńcowatych

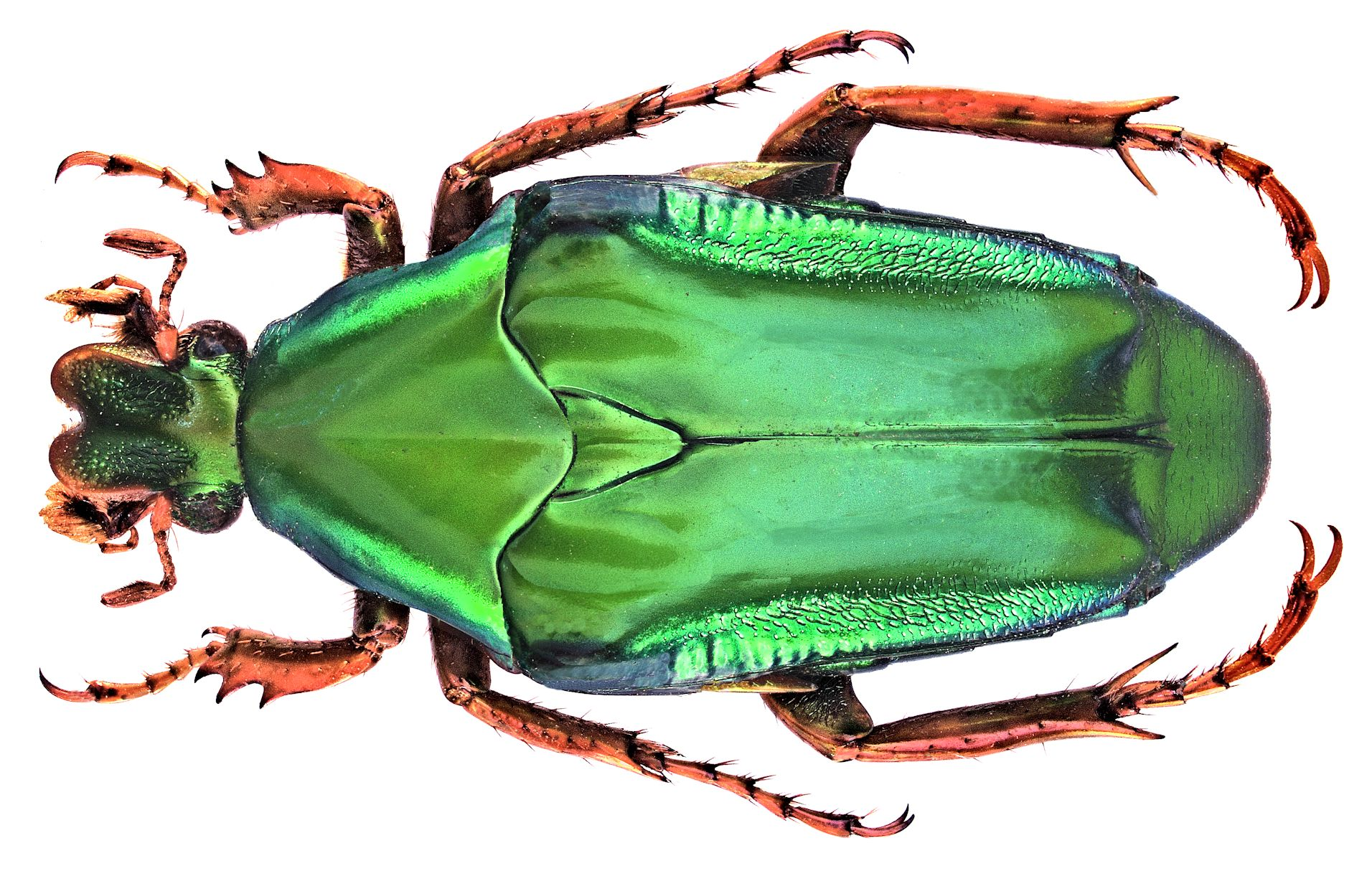
Chalcothea resplendens z podrodziny kruszczycowatych

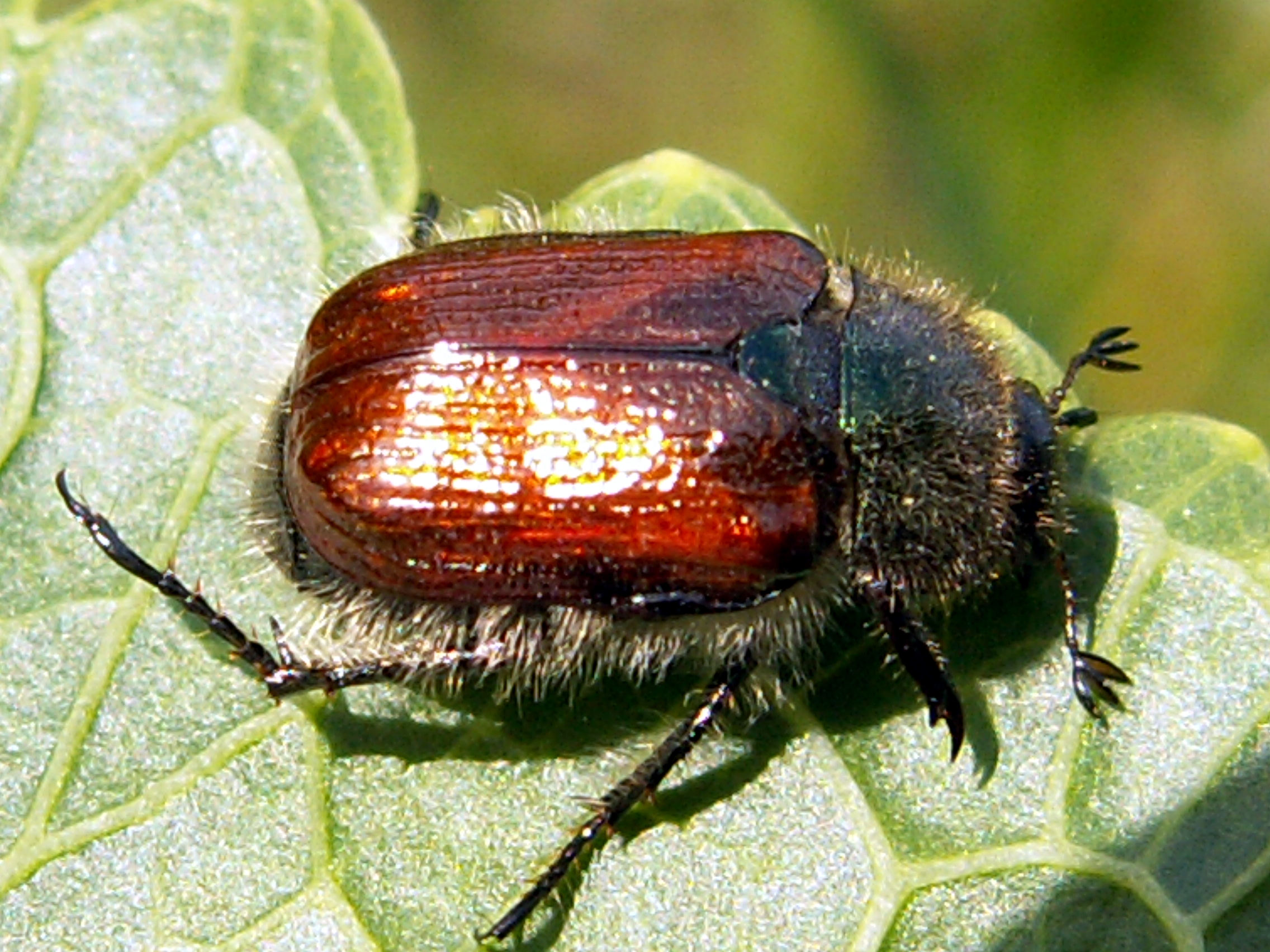
Ogrodnica niszczylistka z podrodziny rutelowatych

Żukokształtne, żuki (Scarabaeoidea) syn. chrząszcze blaszkoczułkie (Lamellicornia) – nadrodzina chrząszczy z podrzędu wielożernych (Polyphaga). Jedyna nadrodzina serii lub infrarzędu Scarabaeiformia.

## Nazewnictwo polskie
Jako nazwa serii lub infrarzędu Scarabaeiformia funkcjonuje w języku polskim termin żukokształtne. Termin ten jest jednak nieścisły i bywa także odnoszony do nadrodziny Scarabaeoidea. Z kolei Bunalski zaleca stosowanie dla taksonu rangi nadrodziny określenia żuki. Ponieważ synonimem Scarbaeoidea są Lamellicornia to w literaturze znaleźć można także nazwy chrząszcze blaszkorożne i chrząszcze blaszkoczułkie dla określenia nadrodziny.

## Taksonomia
Nadrodzina Scarabaeoidea wyróżniona została w 1802 roku przez Pierre’a-André Latreille’a. W 1960 roku Roy Crowson wyróżnił dla niej monotypową serię Scarabaeiformia. Początkowo jako grupę siostrzaną dla Scarabaeoidea proponowano Dascilloidea. Hipoteza ta została jednak odrzucona i późniejsze badania wskazują na bliskie pokrewieństwo żuków ze Staphyliniformia, podważając sens wyróżnienia żuków w osobną serię. Badania Beutela i Leschena z 2005 wskazują, że żuki mogą być grupą siostrzaną dla kladu złożonego z gnilikokształtnych i kałużnicokształtnych w Staphyliniformia. Badania te sugerują jednak parafiletyzm Staphyliniformia i podważają w ogóle tradycyjny podział chrząszczy wielożernych na serie (infrarzędy), gdyż może nie odzwierciedlać on filogenezy. Z kolei wyniki badań zespołu Caterino wskazują na monofiletyzm kladu Haplogastra obejmującego linie zaliczane obecnie do Staphyliniformia i Scarabaeiformia.

## Opis
Grupa ta jest dość zróżnicowana morfologicznie. Posiada jednak wiele cech pozwalających ją z łatwością wyróżnić. Czułki 7 do 11-segmentowe o buławce złożonej z listewkowatych członów. Część środkowa drugiego sternitu odwłoka silnie zredukowana. Ósmy tergit odwłoka w postaci pygidium. Cztery cewki Malpighiego. Przednie odnóża grzebne. Powiększone przednie biodra i uzębione przednie golenie. Pozostałe pary odnóży typu kroczącego. Tylne skrzydła typu kantaroidalnego z prawie całkowitym zanikiem żyłek poprzecznych. Larwy pędrakowate o dobrze wykształconych odnóżach i czułkach oraz pozbawione urogomf. Narządy kopulacyjne samców oraz cały segment genitalny zredukowane do tzw. spiculum gastrale.

## Ekologia i zoogeografia
Żukokształtne są w większości roślinożerne. Żywią się różnym pokarmem roślinnym: od humusu i rozkładających się szczątków roślin po ich żywe tkanki i soki. Część gatunków jest padlinożerna. Ponadto zdarzają się gatunki drapieżne, jak Spilophorus maculatus polujący na pluskwiaki. W literaturze często błędnie określa się gatunki z rodzajów Trichillum i Uroxys jako ektopasożyty. Błąd ten wynika z występowania tych chrząszczy w futrze leniwców. Gilmore i inni określili ich związek z leniwcami jako komensalizm.
Przedstawiciele żukokształtnych występują na całym świecie, we wszystkich krainach zoogeograficznych.

## Systematyka
Podział systematyczny żuków na przestrzeni lat był bardzo niejednolity. Różne wydawnictwa prezentowały różne poglądy na ich podział na rodziny i podrodziny. Jeden z nurtów nadawał rangę rodzin wszystkim niemal podrodzinom, wyróżniając takie rodziny jak plugowate (Aphodidae), rutelowate (Rutelidae), kruszczycowate (Cetonidae), chrabąszczowate (Melolonthidae), rohatyńcowate (Dynastidae), a jego konsekwencją było nadawanie rangi podrodzin plemionom, rodzajów podrodzajom itd. Przeciwstawny nurt wyróżniał Scarabaeidae, Trogidae i Geotrupidae traktując pozostałe jako podrodziny. Prace wielu koleopterologów z końca XX w. doprowadziły do podziału Scarabaeoidea na kilkanaście rodzin, przy czym były one różnie definiowane i różne z nich traktowano jako podrodziny, w dodatku klasyfikowane w różnych rodzinach. W 1999 roku Browne i Scholtz wprowadzili podział, który został dość powszechnie zaakceptowany i z późniejszymi zmianami dzielił żukokształtne na następujące rodziny: Glaresidae, Passalidae, Lucanidae, Diphyllostomatidae, Trogidae, Bolboceratidae, Pleocomidae, Geotrupidae, Hybosoridae, Ochodaeidae, Glaphyridae i Scarabaeidae. Podział ten nie uwzględniał Belohinidae z racji trudności w znalezieniu materiału typowego jedynego gatunku tej rodziny. Wreszcie w 2011 grupa 11 badaczy opublikowała pracę systematyzującą podział chrząszczy na wyższe rangi taksonomiczne. W pracy tej wyróżniono następujące rodziny i podrodziny żukokształtnych:
seria: Scarabaeiformia
- nadrodzina: Scarabaeoidea Latreille, 1802
  - Pleocomidae LeConte, 1861
    - Pleocominae LeConte, 1861
    - †Cretocominae Nikolajev, 2002
    - †Archescarabaeinae Nikolajev, 2010

  - Geotrupidae Latreille, 1802 – gnojarzowate, żukowate
    - Taurocerastinae Germain, 1897
    - Bolboceratinae Mulsant, 1842
    - Geotrupinae Latreille, 1802

  - Belohinidae Paulian, 1959
  - Passalidae Leach, 1815
    - Aulacocyclinae Kaup, 1868
    - Passalinae Leach, 1815

  - Trogidae MacLeay, 1819 – modzelatkowate
    - †Avitortorinae Nikolajev, 2007
    - Troginae MacLeay, 1819
    - Omorginae Nikolajev, 2005

  - Glaresidae Kolbe, 1905
  - Diphyllostomatidae Holloway, 1972
  - Lucanidae Latreille, 1804 – jelonkowate
    - †Protolucaninae Nikolajev, 2007
    - Aesalinae MacLeay, 1819
    - †Ceruchitinae Nikolajev, 2006
    - Syndesinae MacLeay, 1819
    - Lampriminae MacLeay, 1819
    - Lucaninae Latreille, 1804
    - †Paralucaninae Nikolajev, 2000

  - Ochodaeidae Mulsant et Rey, 1871 – wygonakowate
    - †Cretochodaeinae Nikolajev, 1995
    - Ochodaeinae Mulsant et Rey, 1871
    - Chaetocanthinae Scholtz, 1988

  - Hybosoridae Erichson, 1847
    - †Mimaphodiinae Nikolajev, 2007
    - Anaidinae Nikolajev, 1996
    - Ceratocanthinae Martínez, 1968
    - Hybosorinae Erichson, 1847
    - Liparochrinae Ocampo, 2006
    - Pachyplectrinae Ocampo, 2006

  - Glaphyridae MacLeay, 1819
    - Glaphyrinae MacLeay, 1819
    - Amphicominae Blanchard, 1845
    - †Cretoglaphyrinae Nikolajev, 2005

  - Scarabaeidae Latreille, 1802 – poświętnikowate, żukowate
    - †Lithoscarabaeinae Nikolajev, 1992
    - Chironinae Blanchard, 1845
    - Aegialiinae Laporte, 1840
    - Eremazinae Iablokoff-Khnzorian, 1977
    - Aphodiinae Leach, 1815 – plugowate
    - Aulonocneminae Janssens, 1946
    - Termitotroginae Wasmann, 1918
    - Scarabaeinae Latreille, 1802
    - Prototroginae Nikolajev, 2000
    - †Cretoscarabaeinae Nikolajev, 1995
    - Dynamopodinae Arrow, 1911
    - Phaenomeridinae Erichson, 1847
    - Orphninae Erichson, 1847
    - Allidiostomatinae Arrow, 1940
    - Aclopinae Blanchard, 1850
    - Melolonthinae Leach, 1819 – chrabąszczowate
    - Rutelinae MacLeay, 1819 – rutelowate
    - Dynastinae MacLeay, 1819 – rohatyńcowate
    - Cetoniinae Leach, 1815 – kruszczycowate

  - †Coprinisphaeridae Genise, 2004
  - †Pallichnidae Genise, 2004